# Кодирующая область
Кодирующая область , или кодирующая последовательность (CDS, англ. — coding sequence) — последовательность нуклеотидов в ДНК или РНК, которая соответствует последовательности аминокислот в белке. Типичная CDS начинается со старт-кодона ATG и заканчивается одним из стоп-кодонов. CDS может быть подмножеством открытой рамки считывания (ORF).  У эукариот предсказание областей CDS в геномной последовательности затруднено из-за низкого процента генома, отведённого под CDS, и прерывания областей CDS интронами.